# Eșuare

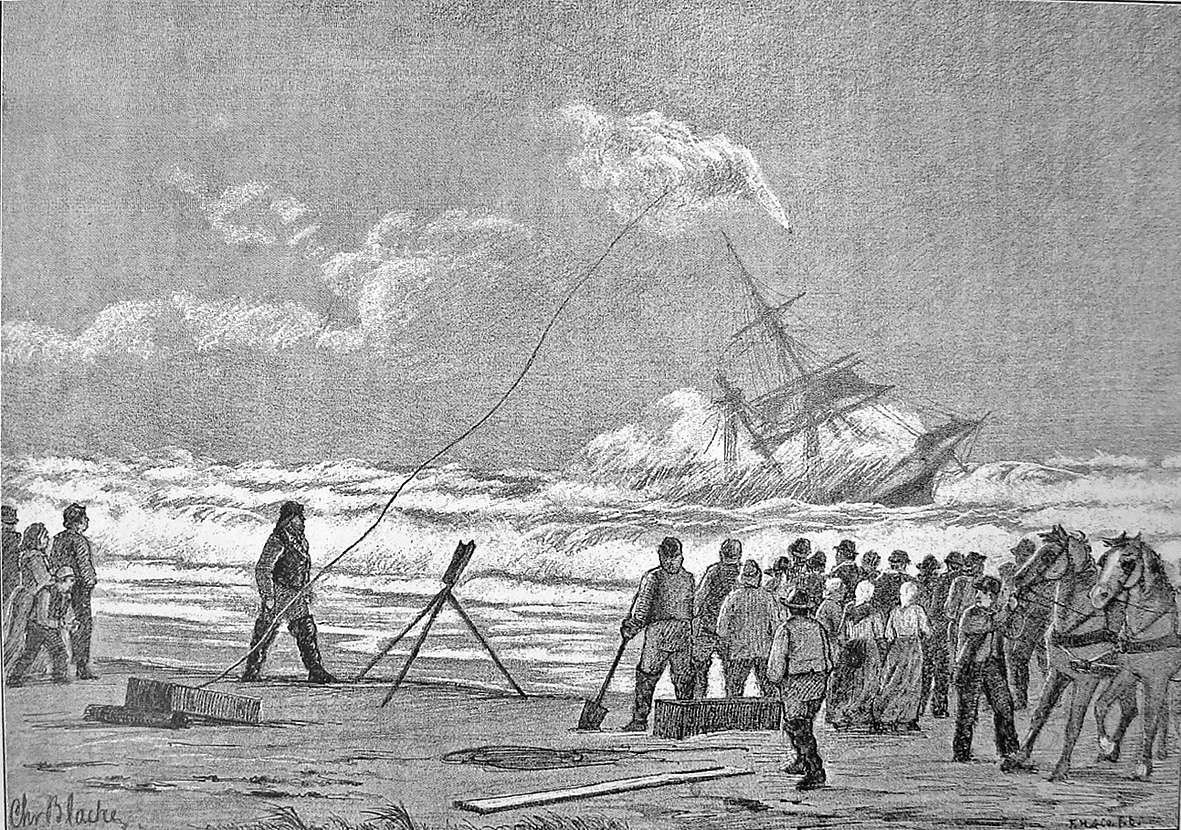
Eşuarea navei Thyborøn

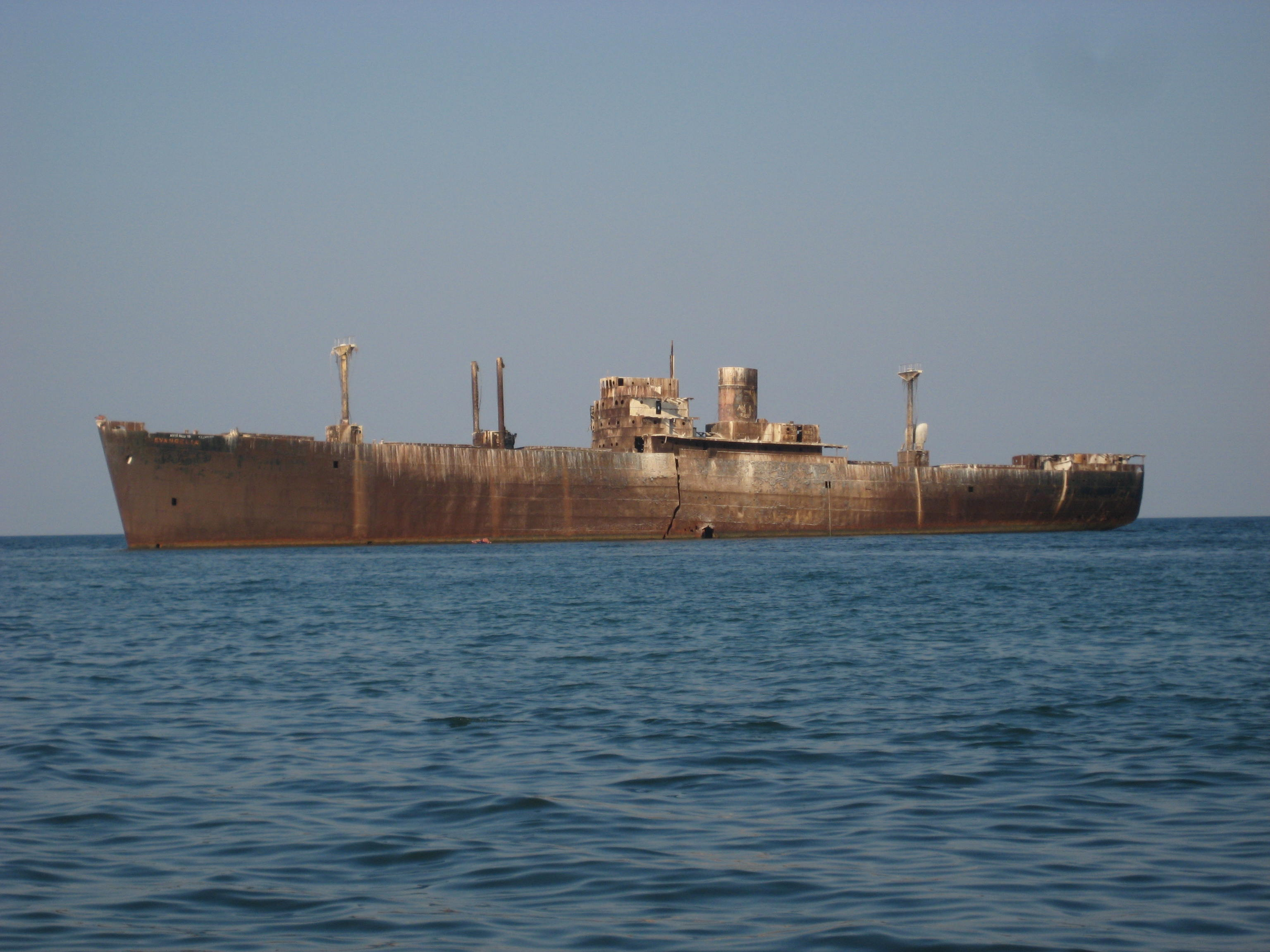
Epava navei Evangelia eşuate la Costineşti

Eșuare (sau punere pe uscat) este un termen naval, prin se înțelege situația unei nave care și-a pierdut starea de plutire, aflându-se total sau parțial cu fundul pe uscat, fără a fi însă înecată. În limba engleză, limbă oficială a navigației internaționale, pentru noțiunea eșuare există două semnificații, "grounding" și "stranding".
În sens juridic "grounding" înseamnă orice contact al navei cu uscatul sau cu un obstacol submarin (stâncă, epavă, construcție hidrotehnică etc.) ca urmare a unui accident de navigație sau a punerii intenționate pe uscat în vederea evitării unui pericol mai mare. 
Dacă așezarea navei cu fundul pe uscat are loc în mod deliberat, pe timpul încărcării într-un loc obișnuit pentru operarea de nave „pe uscat", într-un port cu maree, în acest caz nu avem de-a face cu o eșuare. Eșuarea implică existența elementelor „accidental" sau „neobișnuit". Simpla atingere a fundului apei, a unui banc, prag etc. care nu a fost urmată de imobilizarea navei, nu înseamnă eșuare ("grounding"). Daunele cauzate de punerea intenționată a navei pe uscat sunt admise în avaria comună numai în caz de incendiu.
Eșuarea, (denumită și aruncare la coastă a navei) constă în punerea navei pe uscat într-un loc neobișnuit (plajă, stânci, pragul unui canal, banc de nisip etc.) în poziție periculoasă, ca urmare a unui accident sau a unor condiții neobișnuite și rămânerea sa fermă în această situație, un timp oarecare. Punerea pe uscat poate fi voluntară, cu scopul de a feri echipajul și nava de un pericol mai mare sau ca urmare a unui act de piraterie. Când punerea pe uscat se soldează cu pierderea sau avarierea gravă a navei, eșuarea devine naufragiu). Se deosebește de „Grounding” prin aceea că punerea pe uscat trebuie să fie „fermă” și „periculoasă”, iar locul și condițiile eșuării să fie „neobișnuite”.
"Grounding" se deosebește de "Stranding" prin aceea că în sfera sa cuprinde și punerea pe uscat de scurtă durată și nu implică în mod necesar o situație periculoasă sau care să fie urmată de daune mari.